# Calandrinia pachypoda
Calandrinia pachypoda är en källörtsväxtart. Calandrinia pachypoda ingår i släktet sidenblommor, och familjen källörtsväxter.

## Underarter
Arten delas in i följande underarter:
- C. p. eyerdamii
- C. p. pachypoda